# Trương Quang Hai
Trương Quang Hai (sinh 1959) là đại biểu Quốc hội Việt Nam khóa XII, thuộc đoàn đại biểu Bình Thuận.